# Lostallo
Lostallo är en ort och kommun i den italienskspråkiga regionen Moesa i kantonen Graubünden, Schweiz. Kommunen har 850 invånare (2023). Den ligger i mellersta delen av dalen Val Mesolcina.